# Pognano
Pognano är en ort och kommun i provinsen Bergamo i regionen Lombardiet i Italien. Kommunen hade 1 610 invånare (2018).